# Попов, Василий Константинович
Васи́лий Константи́нович Попо́в (укр. Василь Костянтинович Попов; 23 января 1929, село Малые Кулики, Моршанский район, Центрально-Чернозёмная область, РСФСР, СССР — 13 февраля 2010, Харьков, Украина) — советский и украинский учёный-правовед, специалист в области экологического права. Доктор юридических наук (1983), профессор (1985). Член-корреспондент Академии правовых наук Украины (1996) и академик Украинской экологической академии наук (1995).
После окончания ВУЗа работал судьёй Белгородского областного суда. Позже стал преподавателем Харьковского юридического института (ХЮИ) (с 1995 года — Национальная юридическая академия Украины имени Ярослава Мудрого), в котором со временем исполнял должность заведующего (1979—2005) и профессора (2005—2010) кафедры экологического права. Лауреат Государственной премии Украинской ССР в области науки и техники (1984). Научный консультант учёного-правоведа А. П. Гетьмана.

## Биография
Василий Попов родился 23 января 1929 года в селе Малые Кулики Моршанского района Центрально-Чернозёмной области (ныне Тамбовская область России). Во время Великой Отечественной войны трудился в тылу. С 1949 по 1956 год проходил службу в рядах Советской армии.
Высшее образование получил в Саратовском юридическом институте, который окончил в 1960 году. В 1961 (по другим данным в 1960) году начал работать в системе судебной власти: непродолжительное время был председателем Грайворонского районного народного суда, а затем судьёй Белгородского областного суда. Совмещал работу с учёбой в аспирантуре Харьковского юридического института (ХЮИ).
После окончания аспирантуры, в 1968 году перешёл на преподавательскую работу в ХЮИ: был ассистентом, а затем доцентом кафедры гражданского права. В июне 1979 года возглавил вновь созданную кафедру земельного права и правовой охраны природы (с 1990 года — кафедра экологического права), на которой проработал заведующим вплоть до 2005 года (до выхода на пенсию). После продолжил работать на «родной» кафедре в должности профессора. Был членом Союза юристов Украины.
Василий Константинович Попов скончался 13 февраля 2010 года в Харькове.

## Научная деятельность
Специализировался на экологическом и аграрном праве. В круг научно-исследовательских интересов Василия Константиновича входили теоретические проблемы, связанные с реализацией и защитой экологических интересов физических и юридических лиц, а также вопросы, касающиеся возмещения ущерба, который был причинён из-за нарушения экологического законодательства. Помимо этого, он занимался изучением возможности объединения и упорядочивания украинского законодательства в области экологического права и создания Экологического кодекса Украины, а также научно обосновал необходимость подготовки и принятия этого законодательного акта.
В 1969 году Попов защитил диссертацию на соискание учёной степени кандидата юридических наук по теме «Правовые вопросы механизации колхозного производства», а в 1983 году докторскую диссертацию по теме «Гражданско-правовые формы реализации материальных интересов в агропромышленном комплексе СССР». В 1985 году В. К. Попову было присвоено учёное звание профессора, в 1995 году он был избран академиком Украинской экологической академии наук, а в следующем году — членом-корреспондентом Академии правовых наук Украины.
Являлся учеником профессора Ю. А. Вовка. Участвовал в подготовке учёных-юристов, был научным руководителем у 15 кандидатов юридических наук и научным консультантом у трёх докторов юридических наук — А. П. Гетьмана, М. В. Шульги и А. Н. Стативки. Входил в состав специализированного учёного совета Национальной юридической академии Украины имени Ярослава Мудрого.
Василий Константинович Попов автор и соавтор более чем ста научных трудов, основными из которых являются «Договорные отношения и эффективность сельскохозяйственного производства» (1976), «Правовое положение производственных объединений в системе АПК» (1978), «Право и материальные интересы в межхозяйственной кооперации» (1983), «Экологическое право Украины. Общая часть» (1995, укр. «Екологічне право України. Загальна частина»), «Экологическое право Украины. Особенная часть» (1996, укр. «Екологічне право України. Особлива частина») и «Экологическое право Украины» (2001, укр. «Екологічне право України»). Он также входил в состав редакционной коллегии сборника научных трудов «Проблемы законности».
В 1984 году, за изданный в 1983 году учебник для высших учебных заведений «Советское гражданское право», В. К. Попов (в соавторстве с В. П. Масловым, А. А. Пушкиным, М. И. Бару, Ч. Н. Азимовым, Д. Ф. Швецовым, Ю. И. Зиоменко и В. С. Шелестовым) был награждён Государственной премией Украинской ССР в области науки и техники.

## Награды
Василий Константинович был удостоен следующих наград, премий и отличий:
- Государственная премия Украинской ССР в области науки и техники (1984);
- Премия имени Ярослава Мудрого, в номинации «за выдающиеся заслуги в областе подготовки юридических кадров» (2003);
- Премия конкурса Фонда юридической науки академика права В. В. Сташиса, в номинации «юрист — научный сотрудник» (2003);
- Заслуженный профессор Национальной юридической академии Украины имени Ярослава Мудрого[11];
- Почётный знак «Отличник образования Украины».